# 셰이머스 오 그리어나
셰이머스 오 그리어나(아일랜드어: Séamus Ó Grianna, 1890년 11월 17일 ~ 1969년 11월 27일)는 아일랜드의 시인 겸 소설가이자 수필가이다. 아일랜드 더니골 주에서는 필명인 지미 페일리미(Jimí Fheilimí)라는 이름으로 알려져 있으며 필명으로 메이어(Máire)라는 이름을 사용했다.

## 생애
아일랜드 더니골 주에 위치한 래너패스트 마을에서 시인과 이야기꾼 가문 출신인 페이들리미드 맥 그리어나(Feidhlimidh Mac Grianna)와 메이어 에블린 니네 니네 돔넬(Maire Eibhlinn Nine Nine Dhomhnaill) 부부의 아들로 태어나서 14세까지 지역 초등학교에 재학했다. 집에서 몇 년 동안을 보낸 이후에 스코틀랜드에서 계절 노동자로 일했다.
1908년 시인으로 첫 등단한 그는 1910년 아일랜드어 여름 대학에 입학하였으며 같은 해 1910년 소설가로 재등단하였다. 또한 그 해 1910년 게일 리그에서 잠시 교편을 잡았다. 1912년부터 1914년까지 더블린 세인트 패트릭스 칼리지에서 정식 교사로 근무했고 1920년까지 더니걸주에서 학교 교사로 근무했다. 아일랜드 독립 전쟁 시기에는 아일랜드 공화주의 진영에 가담했고 아일랜드 정부에서 교육부 아일랜드어 사전 편찬 위원, 문학 작품 번역가로 활동했다. 아일랜드의 언어 정치에 쓴소리를 던졌고 1966년에는 언어 자유 운동에 가담했다.
소설, 단편, 에세이, 자서전을 비롯한 그의 문학 작품들은 낭만적이고 향수를 불러일으키는 그의 고향, 풍부한 구전 전통, 시적 표현, 색채가 풍부한 등장 인물, 지역 풍토, 다양한 풍토를 소재로 하고 있다. 20세기 동안에 아일랜드어 원어민과 학습자들에 의해 가장 널리 읽히고 모방된 더니골주 출신 작가들 중에서 가장 영향력을 행사했다. 그의 주요 작품으로는 사후에 출간되며 히트한 소설 《캐슬렌 오르》(Caisleáin Óir, 1994년), 소설 《시흐 이스 달란》(Cith is Dealán, 1994년) 등이 있다.
그는 아일랜드 독립운동가로도 활동하였고 미국과도 일종 친분을 지니면서 미국의 간접 원조를 받아 결국 1946년 당시 미군정 남조선 과도정부 서울 미군정청(美軍政廳)을 내한 예방(來韓 禮訪) 시절 오영환(吳英煥)이라는 한국어 이름을 사용하기도 하였다.